# しゅんしゅんクリニックP
しゅんしゅんクリニックP（しゅんしゅんクリニックピー、1983年7月2日 - ）は、日本のお笑いタレント（ピン芸人）、YouTuber、医師（内科・心療内科・美容皮膚科）。アイドルグループ吉本坂46のメンバー。本名は宮本 駿（みやもと しゅん）。解散したお笑いコンビ「フレミング」ではボケを担当した。

## 来歴
父が精神科医であったため、自然と医師を目指すようになった。ちなみに父親は30代で医学部に入学、母親は40代半ばで看護学校に入学した。
お笑い好きになったきっかけは、小学生の頃に観ていた『ダウンタウンのごっつええ感じ』（フジテレビ）。前橋市立岩神小学校、前橋市立荒牧小学校、前橋市立南橘中学校、群馬県立中央高等学校を経て、群馬大学医学部医学科に進学。「群馬大学 B-STYLE」というストリートダンスサークルに所属し、ロックダンスを踊っていた。
自分もお笑いをやってみたいと思うようになったのは、2003年に『M-1グランプリ』でフットボールアワーの優勝を見てのことだった。
大学を卒業後、医師免許を取得。東京臨海病院で2年間の研修医期間を終えた後、NSCに16期生として入学した。2011年に「フレミング」を結成。左記のコンビで首席で卒業する。当時から医師免許を持った異色芸人として話題になっていたが（他にはクリニック高田もいる）、2016年6月に解散しピン芸人となる。
コンビ時代は献血の問診やAGA外来等医療関係のアルバイトをしていた。ピンになって以降も週3回外来を担当するなど、臨床に関わっている。芸人としてどれほど売れても医者は辞めず、パラレルキャリアをとってゆくことを宣言している。以前は、東京都中央区八重洲で薄毛治療専門病院の院長を務めていた。
2018年、『さんまのお笑い向上委員会』（フジテレビ）のモニター横芸人に抜擢される。医療関係者にはウケる医者あるあるをダンスに乗せて言う「ヘイ!ヘイ!ドクター」というネタを披露し、キレキレすぎるダンスや独特すぎるBGMから今田耕司に「ネタが入ってこない」と指摘された。出演者のネタがスベった場合（サバイバルタイム〈閉店ガラガラ〉など）、司会の明石家さんまの「ヘイ!ドクター」という掛け声から上記のダンスを踊り、診断結果を言うというお約束がある。独特なダンスからSNSではちょっとした話題となっている。この他、看護師あるあるの「ゴーゴーナース」というネタ、臓器の位置が覚えられるという「ぞうき歌」というネタもある。この番組により知名度は大きく上がり、医大や看護学校の学園祭に多数出演するようになった。2019年7月13日の放送で、モニター横芸人を卒業。
2020年3月23日、同じく吉本坂46・ユニットREDのメンバーである三秋里歩との婚約を、それぞれのTwitterにて連名で発表した。同年11月1日に結婚、ちょうど1年後の2021年11月1日に報告した。2022年7月5日、第1子女児が誕生。

## 芸風
歌とダンスを用いながら、医者あるあるや医療情報などを盛り込むリズムネタが多い。ネタの冒頭で、医者として働きながら芸人をしている事を説明する。医療ドラマの外科医が手術前にする、両手を顔の高さに上げるポーズを取りながら「シュッ！」と言う決め台詞を放つ持ちギャグがある。舞台衣装はスクラブとおしゃれ白衣。芸名の一部「P」は、PowerのPである。
ライブやテレビだけではなく、SNSによるインターネット発信を積極的に行う。医療替え歌の動画をSNSに不定期で載せているほか、「今日のクイズ」という医療クイズを毎日ツイートし後日動画で解答を発表したり、（2020年9月11日に終了）「知り合いの医者」という設定でYouTubeに医療知識の動画をアップしたりといった活動をしている。TwitterやInstagramなどのSNSの知識はおばたのお兄さんから全部教えてもらったということで、「SNSの師匠」としている。

## 人物
- 家族構成は父（精神科医）・母（看護師）・妹[16]。
- 趣味・特技は問診・医学勉強・ダンス・ギター（作曲）・麻雀・音楽鑑賞・旅行ブログのネットサーフィン[1][16]。
- 入江慎也（カラテカ）率いる入江軍団に所属している[8]。
- かつては元ザ☆忍者大久保・元カラン西田どらやきと高田馬場に一軒家を借り、シェアハウスをしていた。家賃を一番多く払っており、広い部屋に住んでいた。
- 藤本（田畑藤本）、石橋（メルボルン）、黒ラブ教授、寺内（ランパンプス）、タカタ先生と共に｢理系ナイト」というオールナイトライブに出演している｡
上記メンバーで「理系Knights」というユニットを結成し[17]、ヨシモト∞ホール開催の第3回ユニットオーデションを受ける｡
- ピアス跡がある。

## 賞レース出場歴
M-1グランプリ
ピン芸人転向後は、毎年相方を変えて即席コンビでM-1グランプリにエントリーしている。
- 医者とお兄さん（おばたのお兄さんとのコンビ）2016年・3回戦敗退、2019年・2回戦敗退
- はぎちゃんしゅんちゃん（はぎちゃんとのコンビ）2017年・2回戦敗退
- しゅんしゅんクリニックPと循環器内科医（大学の同級生・森大とのコンビ）2018年・3回戦敗退
- しゅんしゅんクリニックJ（ムラジュンとのコンビ）2022年・2回戦敗退
- しゅんしゅんクリニックPとナルシスト院長と森大（内科医・岡本宗史と大学の同級生・森大とのトリオ）2022年・1回戦敗退
- 医者とおばあちゃん（おばあちゃんとのコンビ）2023年・3回戦敗退、2024年・3回戦敗退[18]

その他
- R-1ぐらんぷり2019 2回戦敗退→3回戦追加合格→準々決勝敗退
- 歌ネタ王決定戦2019 準決勝敗退

## 所属ユニット
- 青年隊[19]
宮本駿（しゅんしゅんクリニックP）、西本たける（ゴールドバーグ）、小名木健（マイルドシュート）、おばたのお兄さん
- 理系Knights[17]
藤本淳史（田畑藤本）、黒ラブ教授、〇〇渡辺、かがくと森田くん、寺内ゆうき（ランパンプス）、石橋俊春（メルボルン）、タカタ先生、しゅんしゅんクリニックP
- 吉本坂46[20]

## 作品

### シングル
- ヘイヘイドクター[21]
- ぞうき歌[22]

吉本坂46
- 君の唇を離さない（2018年12月26日、SRCL-11028） - EAN 4547366384673（「RED」名義）
- やる気のない愛をThank you!（2019年5月8日、SRCL-11150/1） - EAN 4547366402902（「RED」名義）

## 出演

### テレビ番組
- チェンジ3（2016年7月）
- 一夜づけ（2016年10月16日深夜）
- ウチのガヤがすみません!SP（2017年6月27日、日本テレビ）
- 痛快!明石家電視台（2017年11月27日、毎日放送）
- さんまのお笑い向上委員会（2018年7月28日、フジテレビ） - モニター横芸人
- オールスター感謝祭2018秋（2018年10月6日、TBS）
- JOYのASOBU-TV JOYnt!（2018年11月7日、群馬テレビ） - 地元・前橋を凱旋
- ダウンタウンDX（2018年12月13日、日本テレビ）
- オレ一応モデルなんですけど（2018年12月18日、群馬テレビ）
- ナカイの窓（2019年2月13日、日本テレビ） - 「美人女医2」の回で医療関係者から人気のピン芸人として、「ヘイ!ヘイ!ドクター」の女医あるあるネタ披露。
- オールスター感謝祭2019春（2019年4月6日、TBS）
- オールスター後夜祭（2018年10月7日・2019年4月7日、TBS）[23]
  - 10月7日は台風24号の影響で、東京に戻れなかったむらせの代役として参加した。
  - 感謝祭から居残り芸人として参加し、後夜祭も名札が印刷となっている。
- 音が出たら負け（2019年11月23日・2020年3月11日・8月14日・2021年2月10日） - 第3弾で番組史上2人目の完全制覇、第4弾で史上初の2連覇。

### テレビドラマ
- 白衣の戦士! 第6話（2019年5月15日、日本テレビ） - 栗仁久駿 役
- ドクターX〜外科医・大門未知子〜 第6シリーズ最終話（2019年12月19日、テレビ朝日） - 人工心肺技士 役

### 映画
- わたしかもしれない（仮題）（2025年公開予定） - 須田涼 役[24][25][26]

### 冠番組
- 美容バラエティーしゅんしゅんクリニックPの美極めまシュッ！（2019年1月12日 - 、チバテレ、毎週土曜日22時45分） ※放送終了後には放送内容がYouTubeで配信される。

### ウェブテレビ
- AbemaPrime（2018年9月10日、AbemaTV） - MC[27]

### ライブ
- 「村潤之介祭2016AfterParty」（2016年11月5日、大宮・ラクーンよしもと劇場）
- 「J-nation 2016」（2016年11月5日大宮・ラクーンよしもと劇場）
- 神保町花月xConfetti「エチュ1グランプリ2016リーグ」（2016年11月19日、神保町花月）
- K-POP GEININ ∞ DANCE FES!!（2016年12月23日、渋谷・ヨシモト∞ホール）

### 主催ライブ
- SSCP presents Comedical Live「お笑いホスピタル」（2016年11月12日ヨシモト∞ホール）
- SSCP presents Comedical Live「お笑いホスピタル」（2017年1月23日、ヨシモト∞ホール）
- しゅんしゅんヒストリア（2017年7月28日、2017年1月23日）

### 神保町花月
- 「道楽魔～drama～」（2016年8月17日 - 8月20日、神保町花月）
- 「幽体離脱社へ」（2016年9月21日 - 9月24日、神保町花月）
- 「JOKER16」（2017年5月4日 - 5月7日、神保町花月）